# Chani (artista)
Kang Chan-hee (em coreano: 강찬희; Daegu, 17 de janeiro de 2000) mais conhecido pelo seu nome artístico Chani (em coreano: 찬희), é um cantor e ator sul-coreano. Ele começou sua carreira como ator mirim, nomeadamente nos dramas "Can You Hear My Heart?" (2011), "The Queen's Classroom" (2013) e no Drama Interativo "Click Your Heart" (2016) e o drama Sky Castle (2018-2019) . Em 2015, Ele participou da pré-estreia da equipe do FNC Entertainment, "Neoz School" como um membro do primeiro grupo chamado de NEOZ, estreou em outubro de 2016 com o nome de grupo SF9 com o single "Fanfare".

## Filmografia

### Série de televisão
| Ano  | Título                | Função                        | Rede       |
| ---- | --------------------- | ----------------------------- | ---------- |
| 2009 | Queen Seondeok        | Hwarang                       | MBC        |
| 2009 | Three Brothers        | (apareceu no último episódio) | KBS2       |
| 2011 | Can You Hear My Heart | Jovem Cha Dong-joo            | MBC        |
| 2011 | Garden of Heaven      | Shin Seung-woo                | Channel A  |
| 2012 | To the Beautiful You  | Jovem Kang Tae-joon           | SBS        |
| 2012 | The Innocent Man      | Jovem Kang Ma-ru              | KBS2       |
| 2013 | The Queen's Classroom | Kim do-jin                    | MBC        |
| 2015 | Splendid Politics     | Jovem Ja Kyung                | MBC        |
| 2016 | Signal                | Park Sun-woo                  | tvN        |
| 2016 | Click Your Heart      | Kang Chan-hee                 | MBC Every1 |
| 2018 | Sky Castle            | Hwang Woo Joo                 | JTBC       |

### Filme
| Ano  | Título     | Função   |
| ---- | ---------- | -------- |
| 2016 | Familyhood | Hyun-Bin |

### Aparição em videoclipes
| Ano  | Título Da Música       | Artista     |
| ---- | ---------------------- | ----------- |
| 2006 | "Balloons"             | DBSK        |
| 2010 | "Starlight Is Falling" | Bye Bye Sea |